# Tōma Ikuta
Tōma Ikuta (jap. 生田斗真 Ikuta Tōma; ur. 7 października 1984 na Hokkaido) - aktor japoński, jeden z Johnny's Jr, członek Johnny & Associates.
Jego rodzina składa się z ojca, matki Hiromi, młodszego brata Ryūsei i psa JAM. Ojciec Tomy chciał go nazwać Ikuta Tamegorō, jednak jego matka zmieniła na Ikuta Tōma, ponieważ to imię jest łatwiejsze do wymówienia. Jego juniorzy nazywają go Tōma–san, co z czasem zmieniło się w Tōmasu. To właśnie to imię stało się jego znakiem rozpoznawczym, kiedy w „Shōnen Club” prowadził segment o nazwie „Detektyw Tōmasu”.

## Kariera
Ikuta uczestniczył w programie dziecięcym „Tensai Terebi kun”. Z czasem został członkiem grupy nazywającej się „Strawberry Parfait”. Był ulubieńcem publiczności. Zaoferowano mu udział w Johnny's Entertainment (razem z Eiji Wentz, który obecnie jest członkiem duetu WaT). Tōma wziął udział w castingu i stał się jednym z juniorów w lutym 1996 roku.
Niedługo, razem z trzema obecnymi członkami zespołu Arashi, został włączony do grupy M.A.I.N, której nazwa to akronim od nazwisk członków: Matsumoto Jun, Aiba Masaki, Ikuta Tōma i Ninomiya Kazunari.
W związku z debiutem Arashi w 1999 r. Tōma został członkiem grupy B.I.G (Bad Image Generation). Innymi członkami byli między innymi Tanaka Koki z KAT-TUN i Yamashita Tomohisa z NEWS. Do dziś Tōma i Yamapi są bardzo dobrymi przyjaciółmi. Z czasem grupa została zredukowana tylko to tej dwójki.
Kiedy w 2002 r. Takizawa Hideaki, ówczesny lider juniorów, zadebiutował w duecie Tackey & Tsubasa, Ikuta i grupa 4TOPS (której był członkiem), zajęli miejsce Takizawy. Członkami 4TOPS byli Ikuta, Yamapi, Hasegawa Jun i Kazama Shunsuke. Do ich zadań należało między innymi prowadzenie programu „Shounen Club”.
Kiedy w 2003 r. powstał zespół NEWS, na czele którego stał Yamashita, 4TOPS zmieniło nazwę na 3TOPS. Kiedy grupy KAT-TUN i NEWS przejęły prowadzenie The Shōnen Club, Ikuta nadal miał swój segment Meitantei Tomasu (detektyw Tomasu), jednak kiedy pozostali członkowie 3TOPS skupili się na projektach solowych (seriale, sztuki teatralne), grupa została rozwiązana.
Toma brał udział w wielu projektach (musicale, sztuki, seriale), jednak to dopiero rola w serialu „Hanazakari no kimitachi e” emitowanym przez stację Fuji TV przyniosła mu sławę. Został wybrany najlepszym aktorem drugoplanowym, co spowodowało, że stał się jednym z najbardziej pożądanych aktorów swojego pokolenia.

## Filmografia
- Nô Otoko (ang. Brain Man) jako Ichiro Suzuki (2013)
- Bokura Ga Ita jako Motoharu Yano (2012)
- Unubore Deka (TBS, 2010)
- Majo Saiban (Fuji TV, 2009)
- Voice jako Ishimatsu Ryosuke (Fuji TV, 2009)
- Hanazakari no kimitachi e SP jako Nakatsu Shuichi (Fuji TV, 2008)
- Maou jako Serizawa Naoto (TBS, 2008)
- Hachimitsu to Clover jako Takemoto Yuta (Fuji TV, 2008)
- Hanazakari no kimitachi e jako Nakatsu Shuichi (Fuji TV, 2007)
- Hana Yori Dango 2 jako Oribe Junpei (TBS, 2007, ep1)
- Akihabara@Deep jako Box (TBS, 2006)
- Gekidan Engimono Otoko no Yume jako Yamazaki (Fuji TV, 2006)
- Asuka e, Soshite Mada Minu Ko e jako Sawamura Kazuya (Fuji TV, 2005)
- Dekabeya jako Ochi Yukio (TV Asahi, 2005)
- Gekidan Engimono Nemureru Mori no Shitai jako Eiji (Fuji TV, 2005)
- Engimono America jako Hachida (Fuji TV, 2002)
- Hito ni Yasashiku jako Yusuke (Fuji TV, 2002, ep5)
- Neverland jako Seto Osamu (TBS, 2002)
- Love and Peace jako Horiguchi Yohei (NTV, 1998)
- Agri (NHK, 1997)